# Châteauneuf-sur-Isère
Châteauneuf-sur-Isère è un comune francese di 3 821 abitanti situato nel dipartimento della Drôme della regione dell'Alvernia-Rodano-Alpi.

## Società

### Evoluzione demografica
Abitanti censiti